# HIST2H2AC
HIST2H2AC‏ (Histone cluster 2 H2A family member c) هوَ بروتين يُشَفر بواسطة جين HIST2H2AC في الإنسان.